# 閣下
閣下（かっか、英: Excellency）は、敬称のひとつ。主に外交儀礼上、外国の君主以外の国家元首（大統領など）、閣僚、そして認証官並びに大使から領事までの高位外交官に対する敬称として用いられることが多い。また、貴族への敬称としても用いられる。儀礼称号のオナラブルと同義とされることも多い。英国で男爵以上侯爵までの貴族に用いる英: Lordshipも閣下と訳する。
戦前の日本陸軍においては、将官以上（少将・中将・大将・元帥）はすべて「閣下」の称号がつけられ、「旅団長閣下」「師団長閣下」「医務局長閣下」という用法が使われ、将官同士も、互いに「閣下」「閣下」と呼び合っていた。日本海軍においての使用は殆どなく、たとえ海軍大将であっても「司令長官」「大臣」「軍令部総長」などと、閣下という敬称を用いない。
現在ではこうした歴史的な経緯とは別に、面白がったり一種の親しみを込めるなどして「〜閣下」「閣下」とあだ名することが多い。また、傲慢で独裁的人物に対する皮肉で「～閣下」を付けることもある。

## 概要
日本などでは平安時代、高官への敬称として閣賀などと称された（将門記）。貴族などに対しては「公爵閣下」、高官に対しては「大臣閣下」などと表記される他、敬称を充てられる人物が博士の学位を持つ場合、「大臣＊＊博士閣下」と称する（博士号に対する敬称ではない。また修士に対してはこの様にはされない）。ただし現在の日本のマスメディアや社会では単に「○○大臣」「○○博士」といった感じで表記、呼称され、閣下という敬称自体、用いられる機会が少なくなってきている。
大日本帝国の官吏においては、文官・武官ともに勅任官以上の者が閣下の敬称を受ける対象であった。

## 使用例
日本の外務省は、外国の大統領や首相（総理大臣）に対する敬称として使用している（日本の首相には「苗字・名前」+「総理大臣」で「閣下」は付けていない）。ただ，2021年に行われたIOC総会では，「内閣総理大臣，菅義偉閣下」と読み上げられた。英語表記は H.E. (His / Her Excellency、イギリス連邦諸国などでは"The Right Honourable(The Rt. Hon.)"も使用されている)、フランス語表記は S.E.M. (Son Excellence Monsieur)、S.E.Mme. (Son Excellence Madame)が用いられる。
表記は「国名」+「大統領/首相」+「名前」+「閣下」となっている（例：「イタリア共和国大統領ジョルジョ・ナポリターノ閣下」や「イタリア共和国首相シルヴィオ・ベルルスコーニ閣下」）